# Alessandro Cattelan
Alessandro Cattelan, född 11 maj 1980 i Tortona, är en italiensk TV-programledare och ledde bland annat Eurovision Song Contest 2022 i Turin.